# 詹向善
詹向善（？—？），字徃之，號明臺，浙江衢州府常山县人，明末政治人物。

## 生平
萬曆二十八年（1600年）庚子科浙江乡试举人，萬曆四十一年（1613年）癸丑科進士，初授常熟县知县，改徽州府教授，官至大理寺评事。